# Seychelles Amateur Radio Association
Die Seychelles Amateur Radio Association (SARA), deutsch „Amateurfunkverband der Seychellen“, ist die nationale Vereinigung der Funkamateure auf den Seychellen. Sitz ist die Hauptstadt Victoria.
Als Mitglied der SARA verpflichtet man sich auf wichtige Grundwerte (englisch Core values). Dazu gehören:
- Freundschaft – Durch soziale Kontakte sowie die Funkkommunikation auf den Seychellen und mit dem Rest der Welt gehört man zu einer Gemeinschaft Gleichgesinnter, die ihr Wissen und das Verständnis zur Funktechnik und verwandter Technologien erweitern sowie die Ansichten und Erfahrungen ihrer Mitmenschen nutzen.

- Herausforderung – Die Beteiligung an Projekten dient der Stärkung des Selbstvertrauens und des Selbstwertgefühls sowie zur Wissenserweiterung.

- Gemeinschaft – Unter Meidung von potenziell strittigen Themen aus Politik und Religion wird eine möglichst harmonische Gemeinschaft geformt, die sich gegenseitig unterstützt und hilft, beispielsweise bei der Bewältigung von Naturkatastrophen.

- Kompetenz – Die geballte technische Kompetenz der SARA auf dem Gebiet der Hochfrequenztechnik steht allen Ansprechpartnern zur freundlichen Verfügung.

Die SARA ist Mitglied in der International Amateur Radio Union (IARU Region 1), der internationalen Vereinigung von Amateurfunkverbänden, und vertritt dort die Interessen der Funkamateure des Landes.